# Eugène Alliot
Eugène Alliot, né le 12 mai 1898 à Saint-Quentin (Aisne), mort le 9 mai 1988 à Labruyère (Oise), est un homme politique français. Membre du parti communiste, il est député de Seine-et-Oise de 1948 à 1951.

## Biographie
Eugène Alliot sort de l'école sans diplôme. Il entre en apprentissage. Mais à l'âge de 18 ans il est mobilisé et effectue la guerre dans l'infanterie. Il participe à la Bataille de Verdun, ce qui lui vaut d'être décoré de la Croix de guerre. Installé en Région parisienne après sa démobilisation il entre aux chemins de fer où il est « ouvrier leveur » et où il se syndique à la CGTU en 1924. Marié, il se fixe à Mériel, alors en Seine-et-Oise. À partir de 1933 il milite au Parti communiste français, qui le présente comme candidat lors d'élections locales.
Condamné en 1940 pour son appartenance au Parti communiste illégal, il est interné dans divers camp français : Aincourt, Voves, Pithiviers d'où il ne sort qu'à la Libération. Il poursuit alors une « carrière » politique, qui l'amène de 1948 à 1951 à la députation, dans son département de Seine-et-Oise, fonction où il succède à son camarade Antoine Demusois, élu sénateur. Il est élu municipal à Mériel, et conseiller général du canton de L'Isle-Adam. Il n'est pas réélu député en 1951, mais il est régulièrement candidat de son parti aux élections législatives et sénatoriales jusqu'en 1967.

### Mandats électoraux
- Maire de Mériel : 1944 - 1945 (nommé) ; 1977 - 1980.
- Conseiller général du canton de L'Isle-Adam : 1945 - 1958 ; 1964 - 1967.
- Député de Seine-et-Oise : novembre 1948 - juillet 1951

### Hommage
Une école de Mériel porte son nom